# Ciril Kren
Ciril Kren, slovenski skladatelj in zborovodja, * 29. september 1921, Plešivo pri Medani (Goriška brda), † 4. september 2007, Argentina.
Ciril Kren je bil glasbeni samouk, avtodidakt, prebival je v Munroju pri Buenos Airesu.